# Věteřov
Věteřov település Csehországban, Hodoníni járásban. Věteřov Strážovice, Sobůlky, Nechvalín, Ostrovánky, Dražůvky és Lovčice településekkel határos. Lakosainak száma 524 fő (2024. január 1.).

## Népesség
A település lakosságának változását az alábbi diagram mutatja:
| Lakosok száma | 679  | 723  | 742  | 748  | 585  | 529  | 503  | 488  | 470  | 524  |
|               | 1869 | 1900 | 1921 | 1961 | 1980 | 2011 | 2016 | 2019 | 2021 | 2024 |